# Axel Fröhlich
Axel Fröhlich (* 1968 in Nürnberg) ist ein deutscher Buchautor.
Er lebt seit 2000 in Barcelona. Er arbeitet freiberuflich als Werbetexter und betreibt ein „Institut für Arbeiten am offenen Text“.

## Werke
- mit Alexandra Reinwarth, Oliver Kuhn: Fmieb. Lappan, Oldenburg 2006, ISBN 3-8303-6134-3.
- mit Alexandra Reinwarth, Oliver Kuhn: Arschgeweih. Ullstein, Berlin 2007, ISBN 978-3-550-07897-2. Aktualisierte Ausgabe 2008, ISBN 978-3-548-37207-5.
Rumänisch: Adevărata enciclopedie a prezentului. Nemira, Bukarest 2008, ISBN 978-973-143-227-4.
- mit Alexandra Reinwarth, Oliver Kuhn: Wörter, die die Welt noch braucht. Knaur, München 2008, ISBN 978-3-426-78102-9.
- mit Oliver Kuhn, Henning Wiechers: Der perfekte Online-Verführer. Die Perfekte Masche, München 2009, ISBN 978-3-00-027553-1.
- Vielen Dank für die Blumen. mvg,  München 2010, ISBN 978-3-86882-154-3.
- mit Oliver Kuhn, Alexandra Reinwarth: Die große Brocklaus. Droemer, München 2010, ISBN 978-3-426-27471-2.
- mit Alexandra Reinwarth, Oliver Kuhn: iDoof, youDoof, wiiDoof. Überarbeitete Ausgabe von Arschgeweih. Ullstein, Berlin 2011, ISBN 978-3-548-37400-0.
- mit Alexandra Reinwarth, Oliver Kuhn: Besseres Gesetzbuch. Knaur, München 2011, ISBN 978-3-426-78509-6.
- mit Alexandra Reinwarth, Oliver Kuhn: Knaurs kurioser Weltatlas. Redaktion Sophie Boysen. Knaur, München 2012, ISBN 978-3-426-65524-5.
- 75 Millionen $ für zu heissen Kaffee. Riva, München 2012, ISBN 978-3-86883-212-9.
- Frauenkrankheiten Riva, München 2013, ISBN 978-3-86883-278-5.
- Bitte nicht verwechseln. Riva, München 2013, ISBN 978-3-86883-320-1.
- mit Matthias Schweighöfer, Alexandra Reinwarth: Beziehungskrankheiten, die nur der Schlussmacher heilen kann. Riva, München 2013, ISBN 978-3-86883-289-1.
- Hundekrankheiten. Riva, München 2014, ISBN 978-3-86883-319-5.
- 69 Männer, die man kennenlernen muss, bevor man heiratet. Mit Illustrationen von Steffen Gumbert. Lappen, Oldenburg 2014, ISBN 978-3-8303-3376-0.
- mit Alexandra Reinwarth: Der große Weltatlas der schönsten Vorurteile. Riva, München 2014, ISBN 978-3-86883-485-7.